# Repartimiento
Repartimiento var ett kolonialt arbetssystem som påtvingades den inhemska befolkningen i Latinamerika och Filippinerna. Det liknade mitasystemet i Inkaimperiet; den inhemska befolkningen tvingades till underbetalt eller obetalt arbete under en del av året på de spanskägda gårdarna, i gruvorna, i verkstäder och i offentliga projekt. Repartimientosystemet var ett slags inofficiellt system för livegenskap.
Repartimientosystemet följde till största delen encomiendasystemet för tvångsarbete i Nya Spanien.
En conquistador skulle ta över och övervaka ett antal infödda arbetare, som skulle arbeta på sädesfälten eller i gruvorna, eller som i Filippinerna arbeta med byggande av de manillagaleoner som användes för frakt mellan Mexiko och Filippinerna. Den som bestämde fördelningen (spanska reparto) var borgmästaren i staden.
Den minskning av folkmängden som skedde på grund av de europeiska sjukdomarna smittkoppor, influensa, mässling och tyfus mot vilka den inhemska befolkningen inte hade något skydd, liksom desertering från arbetsfälten, ledde till att systemet ersatte det tidigare encomiendasystemet från 1512. Det fanns tillfällen då båda systemen (repartimiento och encomienda) tillämpades samtidigt.
Samhällen bestående av den inhemska befolkningen som låg nära den spanska befolkningen anmodades i det nya repartimientosystemet att tillhandahålla 2–4 procent av befolkningen till arbete inom jordbruket, för konstruktion av hus, gator med mera. Många undflydde repartimientosystemet och sökte arbete. Andra tecknade kontrakt på mellan sex månader och ett år, under vilken tid arbetaren skulle få lön (något som den spanska kronan inte genomdrev eller stödde) och uppehälle och även tillhandahölls religiösa tjänster.